# Tiberiu Georgescu
Tiberiu-Marian Georgescu (n. 8 februarie 1991, București, România) este un mare maestru internațional la șah, având ratingul elo 2508. Acesta a cucerit titlul de mare maestru internațional la 24 de ani. În prezent este jucătorul clubului Șah Club Vados Arad și membru al lotului național. Pe lângă șah, Tiberiu este activ în domeniul IT. Acesta deține titlul de doctor în Științe Economice, specializarea Informatică Economică, și este unul dintre fondatorii companiei Chess Coders.

Tiberiu Georgescu a câștigat numeroase turnee naționale și internaționale. Cele mai importante realizări ale lui sunt:
- Medalia de argint la Campionatul Național din 2019 [3]
- Campion Național în 2018[4][5].
- Medalie de bronz la Campionatul Național din 2016 [6].